# Juliusz Lubicz-Lisowski
Juliusz Lubicz-Lisowski (ur. 25 lutego 1900 w Rachnówce, zm. 22 lipca 1993 w Warszawie) – polski aktor teatralny, filmowy i telewizyjny, reżyser.

## Życiorys
Urodził się 25 lutego 1900 w Rachnówce na Ukrainie Naddnieprzańskiej. W 1917 ukończył studia na Wydziale Chemii Politechniki Kijowskiej (bez dyplomu), a w 1924 Studium Dramatyczne Ireny Hryniewieckiej w Warszawie. Podczas okupacji niemieckiej był pracownikiem Chemicznego Instytutu Badawczego. Założyciel wytwórni kosmetyków „Krystyna”, która działała również po wojnie.
Debiutował we wrześniu 1924 rolą kolejarza w Podróży po Warszawie Feliksa Szobera w Teatrze im. Wojciecha Bogusławskiego w Warszawie w reżyserii Leona Schillera. Przed II wojną światową występował na deskach teatrów warszawskich, łódzkich i poznańskich. Po 1945 występował na scenach Teatru Powszechnego w Łodzi (1945–1952), Teatru Wybrzeże w Gdańsku (1952–1955), Bałtyckiego Teatru Dramatycznego w Koszalinie (1955–1956, także dyrektor), Operetki Śląskiej w Gliwicach (1957–1959, także dyrektor) oraz Estrady Łódzkiej (1960–1963). Później występował gościnnie na kilku innych scenach. Pod koniec swojego życia był najstarszym, czynnym zawodowo aktorem w Polsce.
Występował również w Teatrze Telewizji, m.in. w Pożądaniu w cieniu wiązów Eugene’a O’Neilla w reż. Grzegorza Skurskiego w roli starego farmera (1983), Mgiełce Józefa Hena w reż. Juliusza Janickiego (1986), Umarłym domu Janisa Ritsosa w reż. Krystyny Bogusławskiej (1987) oraz w spektaklu Maestro Jarosława Abramowa-Newerlego w reż. Marka Nowickiego (1989).
W 1930 zadebiutował w filmie rolą Antka w Moralności pani Dulskiej – pierwszym polskim filmie z dialogami nagranymi na płytach gramofonowych, w reż. Bolesława Newolina.
Pochowany na cmentarzu Powązkowskim (kwatera 284b-2-2).
Autor dwóch książek: Wspomnienia starego aktora (1988) i Notatki z planu filmowego (1988).

## Filmografia
| - Moralność pani Dulskiej (1930) – Antek - Młodość Chopina (1951) – krytyk muzyczny - Trzy opowieści (1953) – inżynier Stefan (odc. 1. Cement) - Żołnierz zwycięstwa (1953) – robotnik w 1916 r. - Uczta Baltazara (1954) - Wraki (1956) - Decyzja (1960) – lekarz w szpitalu - Krzyżacy (1960) – komtur Werner von Tettingen - Walet pikowy (1960) – huzar - Komedianty (1961) – starosta - Klub kawalerów (1962) – wodzirej na balu maskowym - Godzina pąsowej róży (1963) – uczestnik partii kart w salonie, uczestnik ślubu Ewy i Janka - Kryptonim Nektar (1963) - Mansarda (1963) – kamerdyner - Barwy walki) (1964) – kolejarz - Echo (1964) – Zbigniew Sowiński, więzień na Pawiaku - Panienka z okienka (1964) – marynarz z „Łabędzia" - Pingwin (1964) – kwiaciarz - Rysopis (1964) – pan w budce telefonicznej - Spotkanie ze szpiegiem (1964) – muzykolog - Życie raz jeszcze (1964) – kolejarz w nastawni - Dzień ostatni - dzień pierwszy (1965) – ranny w szpitalu (cz. 4. Buty) - Głos ma prokurator (1965) – sołtys - Lekarstwo na miłość (1965) – strażnik w banku - Sam pośród miasta (1965) – mężczyzna w biurze kierownika budowy osiedla - Don Gabriel (1966) – mężczyzna przed Dowództwem Okręgu Korpusu - Wojna domowa (serial telewizyjny) (1966) – pasażer w trolejbusie (odc. 12. Monolog zewnętrzny) - Cześć kapitanie (1967) – Ziołowski, aresztowany działkowicz - Dziadek do orzechów (1967) – nadradca - Kwestia sumienia (1967) – wartownik Tasman - To jest twój nowy syn (1967) – przechodzień potrącający Wiktorię - Tortura nadziei (1967) – więzień palony na stosie - Człowiek z M-3 (1968) – farmaceuta - Zbrodniarz, który ukradł zbrodnię (1969) – przewodniczący składu sędziowskiego w sprawie Kernera - Akcja Brutus (1970) – ksiądz w pociągu - Agent nr 1 (1971) – Polak w obozie brygady karpackiej - Na przełaj (1971) - Nie lubię poniedziałku (1971) – członek jury konkursu w „Zachęcie" - Trochę nadziei (1971) – strażnik w fabryce - Droga w świetle księżyca (1972) – duch - Kopernik (1972) – więzień w lochach Ferrary - Kopernik (serial telewizyjny) (1972) – więzień w lochach Ferrary - Poślizg (1972) – barman w spelunie - Chłopcy (1973) – pensjonariusz domu starców - Ciemna rzeka (1973) – delegat z powiatu na pogrzebie Janka - Janosik (serial telewizyjny) (1973) – szlachcic: ● odc. 5. Tańcowali zbójnicy, ● odc. 9. Pobór, ● odc. 10. Wszyscy za jednego, ● odc. 13. Zdrada) - Nagrody i odznaczenia (1973) – burmistrz miasta witający żołnierzy - Wielka miłość Balzaka (serial telewizyjny) (1973) – gość w Wierzchowni (odc. 5. Spotkanie w Sankt-Petersburgu) - 40-latek (serial telewizyjny) (1974) – uczestnik pogrzebu (odc. 5. Kondycja fizyczna czyli walka z metryką) - Ile jest życia (serial telewizyjny) (1974) – kelner na statku-restauracji (odc. 7. Izba tonów) - Karino (serial telewizyjny) (1974) – gracz na wyścigach - Beniamiszek (1975) – chłop - Doktor Judym (1975) – lekarz, gość spotkania u Czeniszównie - Jarosław Dąbrowski (1975) – więzień - Kazimierz Wielki (1975) – przyboczny Beńka - Moja wojna, moja miłość (1975) – gospodarz domu, w którym nocują dzieci - Noce i dnie (1975) – uczestnik zawodów pływackich w Kalińcu - Obrazki z życia (1975) – lekarz w szpitalu (nowela 7. Literat) - Opadły liście z drzew (1975) – pasażer pociągu - Skazany (1976) - Zaklęte rewiry (1975) – gość w restauracji - Il lungo viaggio (1975) – chłop - Con amore (1976) – słuchacz na Festiwalu Chopinowskim - Czerwone ciernie (1976) – pułkownik carski - Dźwig (1976) – pacjent w szpitalu - Karino 1976) – gracz na wyścigach - Motylem jestem, czyli romans 40-latka (1976) – gość w „Kamieniołomach" - Przepłyniesz rzekę (1976) - Zezem (1976): ● odc. 1. Pęd do wiedzy – pradziadek Czarka ● odc. 2. Łańcuch ludzi dobrej woli – szewc - Akcja pod Arsenałem (1977) – dozorca - Dziewczyna i chłopak (serial telewizyjny) (1977) – listonosz (odc. 4. Dochodzenie) - Kapitan z „Oriona” (1977) – szyper - Kochaj albo rzuć (1977) – Polonus na stypie - Lalka (serial telewizyjny) (1977) – lokaj hrabiny Karolowej (odc. 3. Wielkopańskie zabawy) - Noce i dnie (serial telewizyjny) (1977): ● odc. 1. Bogumił i Barbara – uczestnik zawodów pływackich w Kalińcu ● odc. 5. Uśmiechy losu – klient w sklepie Michaliny | - Pani Bovary to ja (1977) - Polskie drogi (serial telewizyjny) (1977) – mężczyzna na podwórzu kamienicy przy ul. Spiskiej 14, miejscu aresztowania gen. Stefana Grota-Roweckiego (odc. 11. W obronie własnej) - 07 zgłoś się (serial telewizyjny) (1978–1984): ● odc. 9. Rozkład jazdy (1978) – konduktor w pociągu ● odc. 11. Wagon pocztowy (1981) – urzędnik Urzędu Pocztowego ● odc. 18. Bilet do Frankfurtu (1984) – pasażer autobusu na Okęciu - Biały mazur (1978) – robotnik - Do krwi ostatniej... (1978) – żołnierz I Dywizji - Rodzina Połanieckich (serial telewizyjny) (1978) – kierownik sali „U Francois'a”: ● odc. 2. Panna Marynia, ● odc. 3. Pojednanie, ● odc. 4. Narzeczeni, ● odc. 7. Powrót) - Życie na gorąco (serial telewizyjny) (1978) – prezes konsorcjum na spotkaniu z Alezanem w domu publicznym (odc. 6. Tupanaca) - ...Gdziekolwiek jesteś panie prezydencie... (1978) - Do krwi ostatniej (serial telewizyjny) (1979) – stary wiarus z I Dywizji - Klucznik (1979) – Karol, lokaj hrabiego - Lekcja martwego języka (1979) – dziedzic ze spalonego dworu - Na własną prośbę (1979) – uczestnik narady - Skradziona kolekcja (1979) – pacjent w szpitalu - Bardzo starzy oboje (1980) – Adolf - Dziewczyna i chłopak (1980) – listonosz - Gorączka (1980) – gość na wystawie - Kariera Nikodema Dyzmy (serial telewizyjny) (1980) – Feliks, lokaj Dyzmy (odc. 5., 6. i 7.) - Krab i Joanna (1980) – witający Kazika w porcie - Polonia Restituta (1980) – Władysław Mickiewicz, syn Adama, uczestnik uroczystości utworzenia Armii Polskiej we Francji (cz. 2.) - Powstanie Listopadowe. 1830–1831 (1980) – sekretarz stanu - Zamach stanu (1980) – Ignacy Daszyński, działacz PPS, marszałek Sejmu - Der Grune Vogel (1980) – ojciec Katarzyny Olbińskiej - Filip z konopi (1981) – ojciec profesora - Klejnot wolnego sumienia (1981) – Wołłowicz - Kto ty jesteś (1981) – listonosz - Mężczyzna niepotrzebny! (1981) – towarzysz Walewicz, znajomy babci - Najdłuższa wojna nowoczesnej Europy (serial telewizyjny) (1981) – nauczyciel poznańskiego gimnazjum (odc. 4. Bazar czy rewolucja) - Okno (1981) – pensjonariusz w Skolimowie - Uczennica (1981) – patriota - Znachor (1981) – lokaj prof. Rafała Wilczura - Blisko, coraz bliżej (serial telewizyjny) (1983) – ksiądz: ● odc. 1. Jest dla kogo żyć. Rok 1863, ● odc. 2. Przyjadę na ślub Rok 1870) - Dom (serial telewizyjny) (1982) – adwokat w zespole adwokackim (seria 2., odc. 8. Jak się łowi dzikie ptaki) - Pensja pani Latter (1982) – kamerdyner pani Latter - Punkty za pochodzenie (1982) – ksiądz proboszcz - Dom Świętego Kazimierza (1983) – Adam Jerzy Czartoryski - Fachowiec (1983) – kasjer w redakcji - Fort 13 (1983) – austriacki generał - Katastrofa w Gibraltarze (1983) – dwie role: ● Philippe Pétain marszałek Francji, ● Edward Frederick Halifax, ambasador Wielkiej Brytanii w USA - Marynia (1983) – kierownik sali „U Francois'a" - Nie było słońca tej wiosny (1983) – ojciec Piotra - Planeta krawiec (1983) – uczestnik kongresu w Warnie - Przeznaczenie (1983) – „Duch powodzi” - Seksmisja (1983) – ojciec Alberta - Ceremonia pogrzebowa (1984) – uczestnik pogrzebu profesora Tarnowskiego - Diabelskie szczęście (1985) – stary „Faust" - Rajska jabłoń (1985) – uczestnik odczytu Piędzickiej - Sceny dziecięce z życia prowincji (1985) – dawny przyjaciel pana M. - Stanisław i Anna (1985) – stary sługa - Temida (serial telewizyjny) (1985) (odc. 1. Sprawa hrabiego Rottera) - Cudzoziemka (1986) – gość na ślubie Róży i Adama - Czarne Stopy (1986) – chłop - Na całość (1986) – stary rybak - Nad Niemnem (1987) – mężczyzna w salonie Korczyńskich - Prywatne śledztwo (1986) – kierowca malucha - Republika nadziei (1986) – profesor na uroczystości z okazji urodzin cesarza - Kingsajz (1987) – stary krasnal dyktujący „Szuflandio, ojczyzno moja..." - Między ustami a brzegiem pucharu (1987) – lekarz w Mariampolu - Desperacja (1988) – członek Komitetu Miejskiego - Pan Samochodzik i praskie tajemnice (1988) – Teofil, właściciel sklepu z antykami - Penelopy (1988) – starszy pan w pociągu - Gdzieśkolwiek jest, jeśliś jest... (Wherever You Are) (1988) – gość Hulanickich - Gdańsk 39 (1989) – klient sklepu Mahlzera - Kanclerz (serial telewizyjny) (1989) – Jakub Uchański, prymas Polski (odc. 1. i 2.) - Kawalerki (1989) – staruszek (cz. 2. Coś fantastycznego) - Sceny nocne (1989) – major Komierowski, dziad Heleny - Żelazną ręką (1989) – Jakub Uchański, prymas Polski - Piggate (1990) – ojciec Holdinga - Świnka (serial telewizyjny) (1990) – ojciec Holdinga - Ferdydurke (30 Door Key) (1991) - Niech żyje miłość (1991) – biskup - Rozmowy kontrolowane (1991) - 40-latek. 20 lat później (serial telewizyjny) (1993) – stary aktor na spacerze przy Teatrze Narodowym (odc. 2. Głodówka czyli zamykanie parasola) - Żywot człowieka rozbrojonego (serial telewizyjny) (1993) (odc. 3. Londyński czek) |

## Odznaczenia i nagrody
- Krzyż Kawalerski Orderu Odrodzenia Polski (1975)